# Spoorlijn 88
Spoorlijn 88 is een Belgische spoorlijn die Antoing via Bléharies met Frankrijk verbond. De lijn was 8,3 km lang

## Geschiedenis
Op 9 juni 1881 werd de spoorlijn officieel geopend door de Belgische Staatsspoorwegen. Op 1 juli 1939 werd het reizigersverkeer stopgezet tussen Bléharies en de Franse grens en op 22 augustus 1950 werd het reizigersverkeer op de hele spoorlijn stopgezet. Goederenverkeer bleef nog doorgaan tot 1974. Op 30 juni 1979 werd de spoorlijn officieel buiten dienst gesteld, waarna de sporen werden opgebroken.
De spoorlijn was enkelsporig en werd nooit geëlektrificeerd.

## Aansluitingen
In de volgende plaatsen was er een aansluiting op de volgende spoorlijnen:
Antoing
Spoorlijn 78 tussen Saint-Ghislain en Doornik
Bléharies
RFN 257 000, spoorlijn tussen Saint-Amand-les-Eaux en Maulde-Mortagne